# أيوليدا طوقية
أيوليدا طوقية (الاسم العلمي: Aeolidia collaris) هي نوع من الحيوانات تتبع جنس الأيوليدا من الفصيلة الأيوليدية.